# USS Pelican (AM-27)
USS Pelican (AM-27/AVP-6) – trałowiec typu Lapwing służący w United States Navy w okresie I wojny światowej i II wojny światowej.
Stępkę okrętu położono 10 listopada 1917 w stoczni Gas Engine and Power Co. w Morris Heights. Zwodowano go 12 czerwca 1918, matką chrzestną była E. B. Patterson. Jednostka weszła do służby 10 października 1918, pierwszym dowódcą został Lt. (j.g.) G. E. McHugh, USNR.
Oczyszczał morza z min z okresu I wojny światowej, później był jednostką pomocniczą. Brał udział w działaniach II wojny światowej.